# Jefe ejecutivo de Afganistán
El jefe ejecutivo de la República Islámica de Afganistán forma parte del Gobierno de Afganistán.
El cargo extra constitucional se creó en septiembre de 2014, luego de las disputas que surgieron tras las elecciones presidenciales afganas de 2014, cuando tanto Ashraf Ghani Ahmadzai como Abdullah Abdullah reclamaron la victoria en esa elección. Como parte de un acuerdo de unidad nacional, se acordó que Ashraf Ghani asumiera la presidencia y se creara un nuevo cargo para Abdullah Abdullah, similar al de un primer ministro.

## Funciones y responsabilidades
El jefe ejecutivo preside la reunión semanal del consejo de ministros que puede hacer recomendaciones de políticas al presidente. El jefe ejecutivo también puede recomendar ministros para el gabinete.

## Lista de jefes ejecutivos
| Nombre | Nombre            | Nombre | Inicio                   | Final               | Afiliación política |
| ------ | ----------------- | ------ | ------------------------ | ------------------- | ------------------- |
|        | Abdullah Abdullah |        | 29 de septiembre de 2014 | 11 de marzo de 2020 | Coalición Nacional  |